# BWPL Division 1 maschile 2013-2014
La Division 1 2013-2014 è la 51ª edizione del massimo campionato britannico maschile di pallanuoto. Le gare sono iniziate il 7 settembre 2013 e si sono concluse il 26 gennaio 2014.
Le squadre partecipanti sono otto, e si affrontano nel classico girone all'italiana con partite di sola andata suddivise in tre diversi concentramenti. A questa fase segue il Super 5 a cui prendono parte le prime cinque in classifica che disputano un ulteriore girone all'italiana per la conquista del titolo nazionale. Retrocedono in Division 2 le ultime due in classifica.

## Squadre partecipanti
| Club                | Città      | Stagione 2012-2013 |
| ------------------- | ---------- | ------------------ |
| Bristol Central     | Bristol    |                    |
| Cheltenham          | Cheltenham |                    |
| City of Manchester  | Manchester |                    |
| Lancaster City      | Lancaster  |                    |
| Caledonia           |            |                    |
| Portobello          | Edimburgo  |                    |
| West London Penguin | Londra     |                    |
| Welsh Wanderers     | Cardiff    |                    |

## Prima fase

### Classifica
|  | Pos. | Squadra             | Pt | G | V | N | P | GF  | GS  | DR  |
|  | ---- | ------------------- | -- | - | - | - | - | --- | --- | --- |
|  | 1.   | City of Manchester  | 13 | 7 | 6 | 1 | 0 | 99  | 64  | +35 |
|  | 2.   | Lancaster City      | 12 | 7 | 6 | 0 | 1 | 106 | 73  | +33 |
|  | 3.   | Cheltenham          | 10 | 7 | 4 | 2 | 1 | 107 | 68  | +39 |
|  | 4.   | Bristol Central     | 9  | 7 | 4 | 1 | 2 | 89  | 63  | +26 |
|  | 5.   | Portobello          | 6  | 7 | 3 | 0 | 4 | 92  | 72  | +20 |
|  | 6.   | Welsh Wanderers     | 4  | 7 | 2 | 0 | 5 | 59  | 102 | -43 |
|  | 7.   | Caledonia           | 2  | 7 | 1 | 0 | 6 | 61  | 97  | -36 |
|  | 8.   | West London Penguin | 0  | 7 | 0 | 0 | 7 | 55  | 129 | -74 |

### Risultati

#### Concentramento 1
Incontri disputati a Ponds Forge (Sheffield).
| 7-9-13 | Cheltenham | 5-5  | Bristol    |
| 7-9-13 | Lancaster  | 15-7 | Caledonia  |
| 7-9-13 | Manchester | 12-7 | Portobello |
| 7-9-13 | Penguin    | 9-13 | Welsh W.   |

| 8-9-13 | Cheltenham | 20-8  | Penguin    |
| 8-9-13 | Lancaster  | 13-12 | Portobello |
| 8-9-13 | Manchester | 17-10 | Caledonia  |
| 8-9-13 | Welsh W.   | 9-16  | Bristol    |

#### Concentramento 2
Incontri disputati a Ponds Forge (Sheffield).
| 28-9-13 | Cheltenham | 19-8 | Welsh W.  |
| 28-9-13 | Manchester | 11-8 | Lancaster |
| 28-9-13 | Penguin    | 4-20 | Bristol   |
| 28-9-13 | Portobello | 13-7 | Caledonia |

| 29-9-13 | Bristol    | 10-13 | Manchester |
| 29-9-13 | Cheltenham | 21-12 | Caledonia  |
| 29-9-13 | Penguin    | 7-27  | Portobello |
| 29-9-13 | Welsh W.   | 6-20  | Lancaster  |

#### Concentramento 3
Incontri disputati alla Cardiff International Pool (Cardiff).
| 12-10-13 | Bristol    | 9-14  | Lancaster  |
| 12-10-13 | Cheltenham | 12-12 | Manchester |
| 12-10-13 | Penguin    | 6-10  | Caledonia  |
| 12-10-13 | Welsh W.   | 6-17  | Portobello |

| 12-10-13 | Bristol    | 13-10 | Portobello |
| 12-10-13 | Cheltenham | 16-17 | Lancaster  |
| 12-10-13 | Penguin    | 9-20  | Manchester |
| 12-10-13 | Welsh W.   | 9-7   | Caledonia  |

| 13-10-13 | Bristol    | 16-8  | Caledonia  |
| 13-10-13 | Cheltenham | 14-6  | Portobello |
| 13-10-13 | Penguin    | 12-19 | Lancaster  |
| 13-10-13 | Welsh W.   | 8-14  | Manchester |

## Super 5
Partecipano al Super 5 le prime cinque della prima fase, che si affrontano ora in un doppio girone all'italiana suddiviso in quattro diversi concentramenti. I punti vengono azzerati e il vincitore viene proclamato campione di Gran Bretagna.

### Classifica
|  | Pos. | Squadra            | Pt | G | V | N | P | GF  | GS  | DR  |
|  | ---- | ------------------ | -- | - | - | - | - | --- | --- | --- |
|  | 1.   | City of Manchester | 13 | 8 | 6 | 1 | 1 | 88  | 54  | +34 |
|  | 2.   | Cheltenham         | 12 | 8 | 5 | 2 | 1 | 96  | 79  | +17 |
|  | 3.   | Lancaster City     | 8  | 8 | 4 | 0 | 4 | 103 | 111 | -8  |
|  | 4.   | Portobello         | 7  | 8 | 3 | 1 | 4 | 74  | 72  | +2  |
|  | 5.   | Bristol Central    | 0  | 8 | 0 | 0 | 8 | 61  | 106 | -45 |

### Risultati

#### Concentramento 1
Incontri disputati all'Università di Bath (Bath).
| 26-10-13 | Cheltenham | 11-21 | Lancaster  |
| 26-10-13 | Manchester | 11-9  | Portobello |
| 26-10-13 | Bristol    | 14-18 | Lancaster  |

| 27-10-13 | Cheltenham | 7-7  | Portobello |
| 27-10-13 | Manchester | 12-7 | Bristol    |

#### Concentramento 2
Incontri disputati a Guildford.
| 23-11-13 | Bristol    | 10-19 | Cheltenham |
| 23-11-13 | Lancaster  | 14-12 | Portobello |
| 23-11-13 | Cheltenham | 10-5  | Manchester |

| 24-11-13 | Bristol    | 3-13 | Portobello |
| 24-11-13 | Manchester | 18-7 | Lancaster  |

#### Concentramento 3
Incontri disputati a Lancaster.
| 7-12-13 | Lancaster  | 15-8 | Bristol    |
| 7-12-13 | Portobello | 5-12 | Cheltenham |
| 7-12-13 | Bristol    | 4-9  | Manchester |

| 8-12-13 | Lancaster  | 12-15 | Cheltenham |
| 8-12-13 | Portobello | 4-8   | Manchester |

#### Concentramento 4
Incontri disputati a Guildford.
| 25-1-14 | Portobello | 7-5   | Bristol    |
| 25-1-14 | Manchester | 9-9   | Cheltenham |
| 25-1-14 | Portobello | 17-12 | Lancaster  |

| 26-1-14 | Cheltenham | 13-10 | Bristol    |
| 26-1-14 | Lancaster  | 4-16  | Manchester |